# مردمویی
مردمویی یا هیرسوتیسم (فرانسوی: hirsutisme‎؛ لاتین: hirsuties) به رشد قابل توجه و غیر طبیعی موها در نزد زنان گفته می‌شود که این رشد غیر طبیعی در ارتباط با اختلالات یا تغییرات هورمونی می‌باشد.
فرد مبتلا رویش بیش از حد موهای مردانه‌وار در نواحی مانند صورت و سینه دارد.
محل رویش موهای یاد شده در محل‌هایی است که انتظار رویش آن برای زنان نمی‌رود، این نواحی عبارتند از: صورت (گونه‌ها، فک، چانه و گردن)، قفسه سینه (روی سینه‌ها، بین‌ سینه‌ها)، شکم (عمدتاً در قسمت میانی شکم و از خط ناف به پایین) و در ناحیهٔ پشت (عمدتاً در قسمت پائین و انتهای کمر). در هیپرسوتیسم باید فرد را از نظر یافتن علائم افزایش ترشح غدد مردانه (هیپرآندروژنیسم) پیگیری نمود.

## بیماری‌زایی
پرمویی یک بیماری نسبتاً شایع است و از هر ۲۰ خانم یک نفر را گرفتار می‌کند. باید توجه داشت که پرمویی یک علامت طبی است نه یک بیماری و ممکن است نشانگر وجود یک بیماری جدی در خانم باشد. میزان موی بدن به مقدار زیادی ارثی است. موهای صورت یک خانم به طور طبیعی باید کمرنگ و نازک بوده و به آسانی قابل دیدن نباشند. اگر در صورت موهای آندروژنیک (موهای ضخیم و سیاه با الگوی مردانه) خصوصاً در محل ریش و سبیل رشد کند یا رشد سریع مو در بدن داشتیم باید به نابه‌جارویش مو مشکوک شویم. نابه‌جارویش بیشتر یک مشکل زیبایی و روانی است تا یک مشکل جسمی.

## علل و درمان
برخی از علل هیرسوتیسم: چاقی، عوارض دارویی مانند داروهای هورمونی و انسولین، تومورها مانند تومور غدد جنسی، هیپرپلازی مادرزادی آدرنال، سندرم تخمدان پلی‌کیستیک، بیماری کوشینگ و آکرومگالی. برخی داروها می‌توانند ایجاد هیرسوتیسم کنند مانند استروئیدها، فنوتیازینها، مینوکسیدیل، تریامترن، فنی توئین، استازولامید، پنی‌سیلامین، پسورالن و جزو پروژسترونی قرص ضد بارداری خوراکی.
اگر علت زمینه‌ای نابه‌جارویش مو قابل درمان نباشد کاهش وزن، داروهای موضعی (مانند کرم موبر، افلورنیتین Eflornithine)، درمانهای غیر دارویی مانند لیزر آی پی ال (Intense pulsed light)، الکترولیز و اپیلاسیون و داروهای آنتی آندروژنیک خوراکی مانند فیناستراید و اسپیرنولاکتون در درمان هیرسوتیسم بکار رفته‌اند.
موهایی که قبل از شروع درمان دارویی رشد کرده اندو به موهای ضخیم تبدیل شده‌اند، صرفاً با درمان داروی ازبین نمی‌روند و نیاز به استفاده همزمان از روشهایی مانند الکترولیز و لیزر جهت از بین رفتن مو دارند.